# Radomsko
Radomsko [ra'dɔmskɔ] ist eine Mittelstadt in der Wojewodschaft Łódź in Polen. Radomsko ist Sitz des Powiats Radomszczański.
Die Stadt liegt im Westteil der Radomsko-Höhen, ca. 40 km von Częstochowa entfernt. Die Stadt bedeckt eine Fläche von 50,6 km² und hat etwa 45.000 Einwohner.

## Geschichte
Die Siedlung wurde im Jahre 1243 erstmals erwähnt. Die Stadtrechte wurden durch den König Leszek II. Czarny im Jahre 1266 vergeben.
Nach dem Überfall auf Polen richtete die deutsche Zivilverwaltung bereits Ende 1939 einen „jüdischen Wohnbezirk“ ein; es war eines der ersten Ghettos im Lande. Im Dezember 1939 wurden eintausend Polen, die aus Westpolen vertrieben wurden, in die Stadt gebracht; für zusätzliche Unterkünfte war keine Vorsorge getroffen worden. 
Viele Radomskoer Juden starben im Vernichtungslager Treblinka im Oktober 1942.

## Gemeinde
Neben der Stadtgemeinde gehören zur eigenständigen Landgemeinde Radomsko 9 Ortsteile mit einem Schulzenamt:
Bobry
Dąbrówka
Dziepółć
Grzebień
Kietlin
Okrajszów
Płoszów
Strzałków
Szczepocice Rządowe
Weitere Ortschaften der Landgemeinde sind:
Amelin
Bajkowizna
Brylisko
Cerkawizna
Gaj
Kietlin (kolonia)
Klekotowe
Kudłata Wieś
Lipie
Szczepocice Prywatne

## Sehenswürdigkeiten
- Das Kloster der Franziskaner (OFM) wurde im Jahre 1543 durch die Königin Bona Sforza errichtet. Kirche und Klostergebäude wurden 1728 bis 1737 im Barockstil erbaut.
- Die Pfarrkirche St. Maria Magdalena ist eine Holzkirche, deren älteste Teile aus dem 16. Jahrhundert stammen. Das Kirchenschiff wurde im 18. Jahrhundert in Holz errichtet.
- Die Kirche St. Lambert wurde 1869 bis 1876 im Stil des Neobarock erbaut.
- Das Rathaus stammt von 1857.

## Wirtschaft
Radomsko ist ein großes Zentrum der Holz- (Möbelfabrik), Metall-, Maschinen- und Glas-Industrie.
Im Nordwesten der Stadt an der Landesstraße 1 befindet sich ein 33,5 Hektar großes Gebiet für Investitionen, welches Teil der Sonderwirtschaftszone Łódź ist.

## Verkehr
Der Bahnhof Radomsko und der Haltepunkt Bobry an der Bahnstrecke Warszawa–Katowice liegen im Gemeindegebiet.
Einwohner können den ÖPNV der Stadt seit Januar 2023 gratis nutzen.

## Städtepartnerschaften
Radomsko hat Partnerschaften geschlossen mit
- Makó in Ungarn, seit 2003
- Wosnessensk in der Ukraine

## Söhne und Töchter der Stadt
- Mariusz Czerkawski (* 1972), Eishockeyspieler
- Artur Detko (* 1983), Radrennfahrer
- Zbigniew Dłubak (1921–2005), Künstler
- Aneta Jadowska (* 1981), Fantasyautorin
- Mateusz Kempski (* 2003), Fußballspieler
- Sławomir Majak (* 1969), Fußballspieler
- Krzysztof Matyjaszczyk (* 1974), Politiker
- Bronka Nowicka (* 1974), Regisseurin und Dichterin
- Tadeusz Różewicz (1921–2014), Schriftsteller
- Jakub Snopczyński (* 2005), Fußballspieler
- Jacek Zacharewicz (* 1964), Politiker der Platforma Obywatelska